# Disznópataka
1910-ig ez volt a neve a ma ugyancsak Máramaros megyében fekvő Lápospataka falunak!
Disznópataka, 1901-ig Disznópatak (románul: Valea Stejarului, 1963-ig Valea Porcului, jiddisül סאנאפאטאק) falu Romániában, Máramaros megyében.

## Fekvése
Máramarosszigettől 12 kilométerre délkeletre, dombvidéken fekszik. Házai a domboldalba vágott mesterséges teraszokra épültek.

## Nevének eredete
Magyar és korábbi román neve azonos jelentésű, és eredetileg a falu patakjára vonatkozott (1390-ben riuuli Dyznopatak). Magát a falut először 1387-ben említették (Dyznopataka). Román nevét esztétikai megfontolásból változtatták meg a maira, amely 'Tölgypataká'-t jelent. (A korábbi és az új név a makkoltatáson keresztül összefügg egymással.)

## Története
Valószínűleg a váncsfalvi Váncsok telepítették a 14. században, román lakossággal. 1387 előtt egy ideig Kusalyi Jakcs család birtoka volt, akkor a királyé lett. A 15. század elején a Váncsfalviak birtokolták. Végig kizárólag jobbágyfalu maradt.
1913-ban pár évre Farkasrévhez csatolták. 1918 novemberében a község önálló köztársasággá kiáltotta ki magát, a következő szavakkal: „Senkitől sem kérünk semmit és nem is akarunk adni semmit senkinek!” Az akkori parókus lelkész (Iuliu Ardelea) által lejegyzett iratot ma is őrzik a faluban. A köztársaság 1919. január 17-ig állt fenn, amikor a román hadsereg egy szakasza véget vetett a település önállóságának.
Az elmaradott, világtól elzárt faluban tartották nyilván a második világháború előtt a legtöbb analfabétát Máramaros megyében: a lakosság 86,5%-át. A korábban görögkatolikus lakók nagy része már 1924-ben áttért az ortodox vallásra, a görögkatolikus egyház megszüntetése után pedig a többiek is ortodox vallásúak lettek.
1838-ban 380 görögkatolikus és 16 zsidó vallású lakosa volt.
1900-ban 517 román anyanyelvű lakosából 489 volt görögkatolikus és 28 zsidó vallású.
2002-ben 546 lakosából 545 volt román nemzetiségű; 533 ortodox vallású.

## Nevezetességek
- A régebbi ortodox fatemplom eredetileg 1630-ban épült. 1780-ban átépítették. Az eredetileg négyszög alaprajzú szentély karcsúbb és sokszöges záródású lett, illetve ekkor emelték tornyát is. Belső festését talán a galíciai Szimeon Hapka készítette 1809-ben. 1830-ban és 1976-ban felújították. A faluban áll még egy 1990-ben emelt fatemplom is.
- Faragott máramarosi kapuk.

## Képek

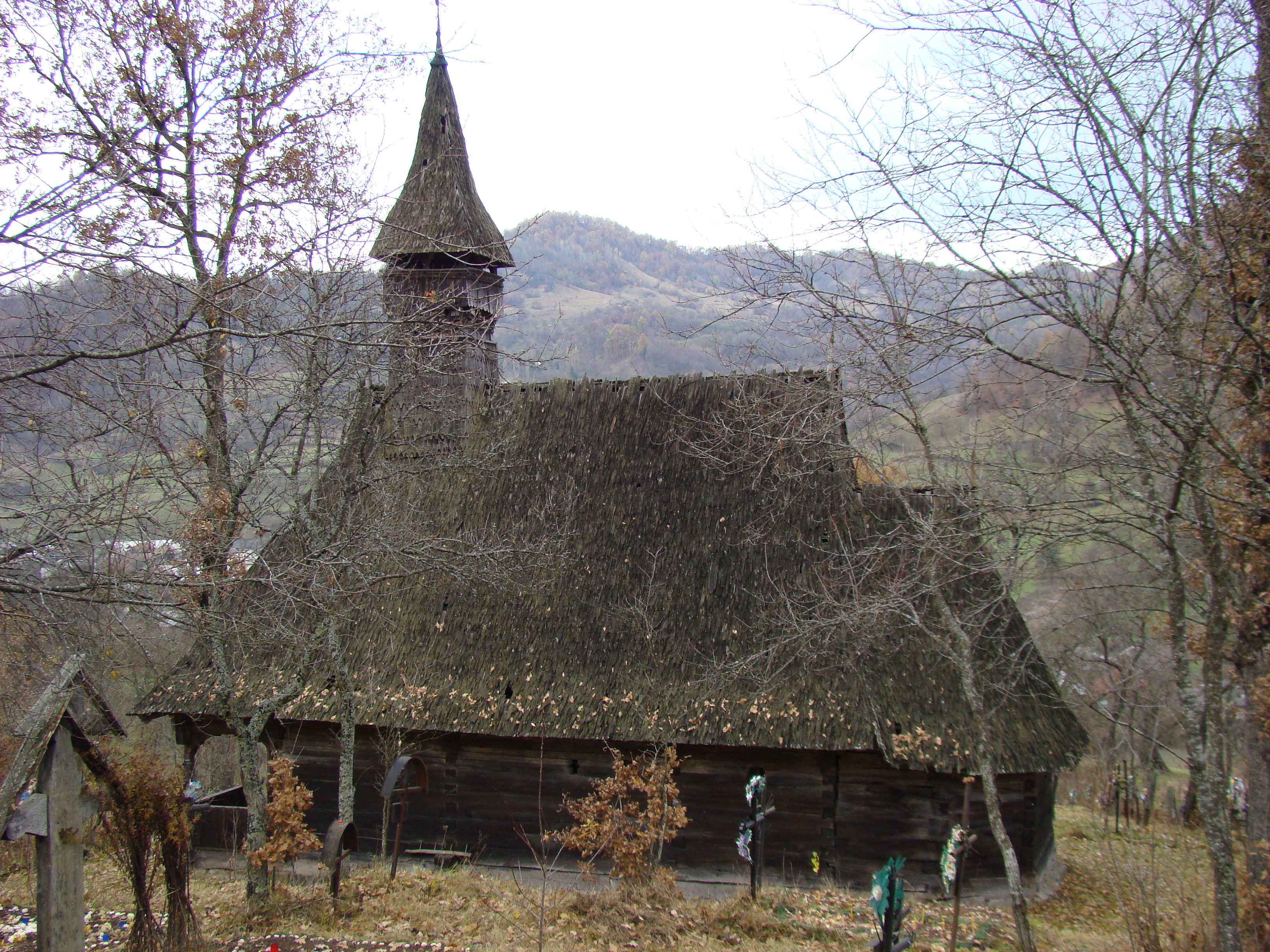
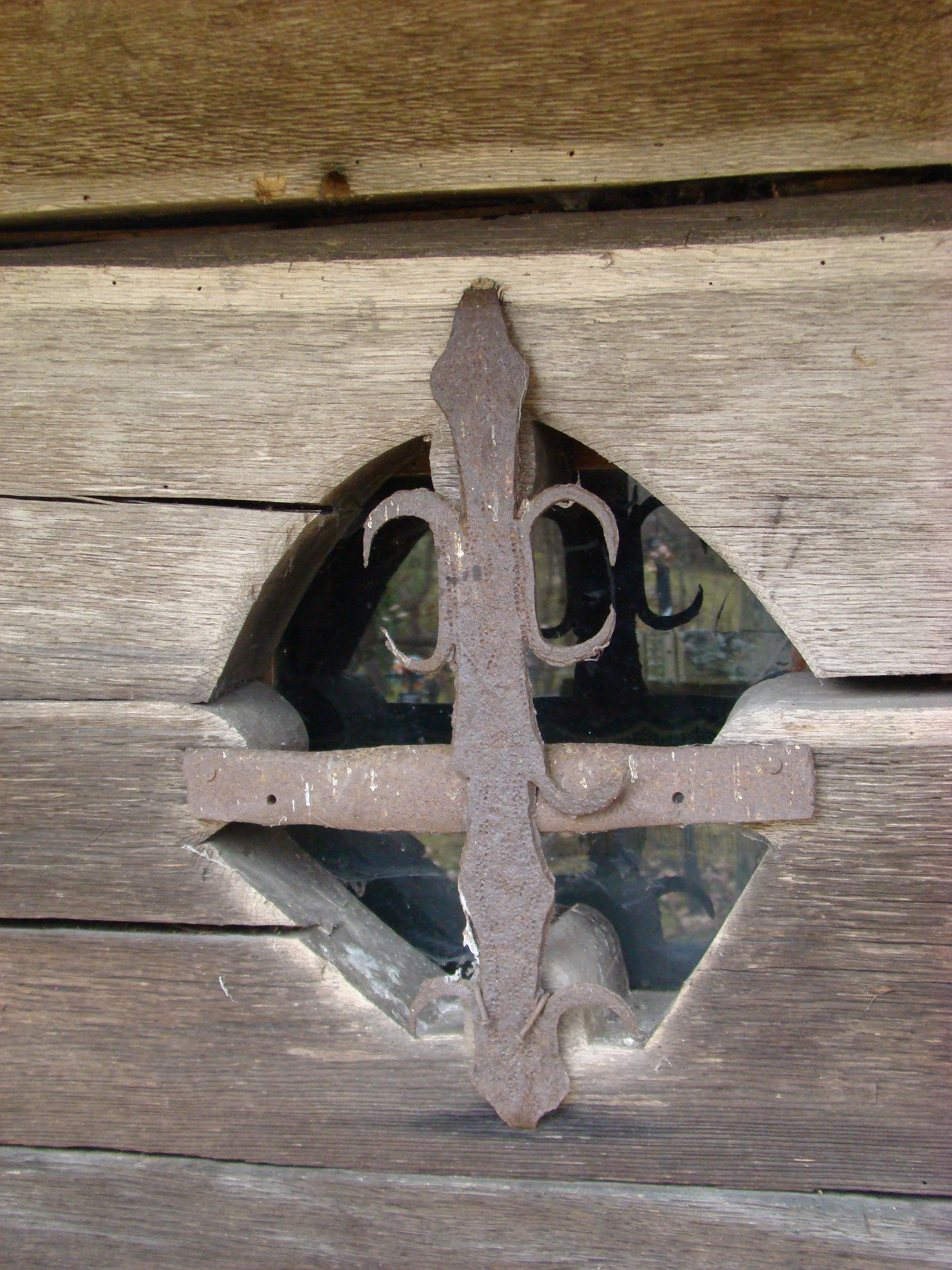
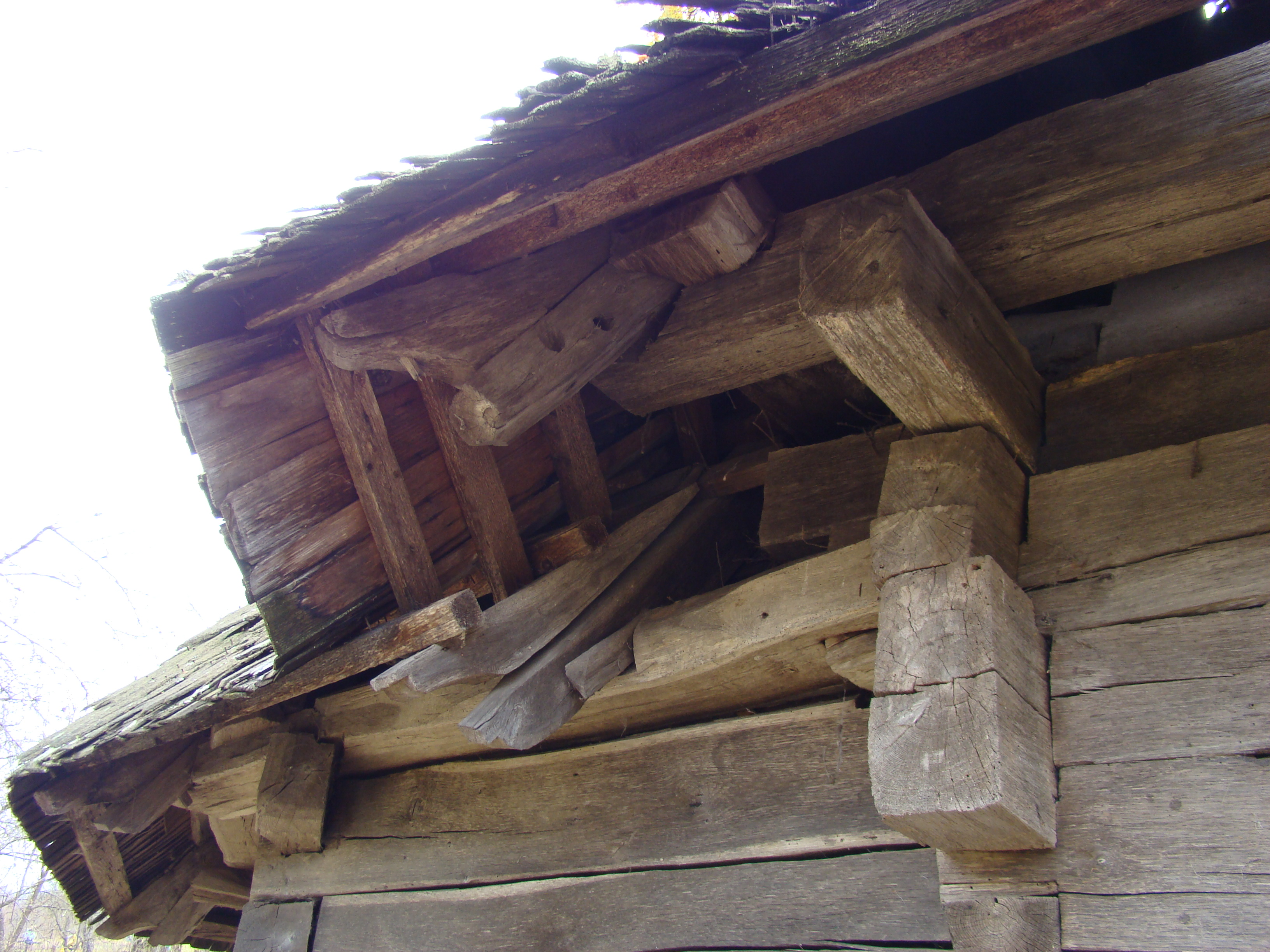
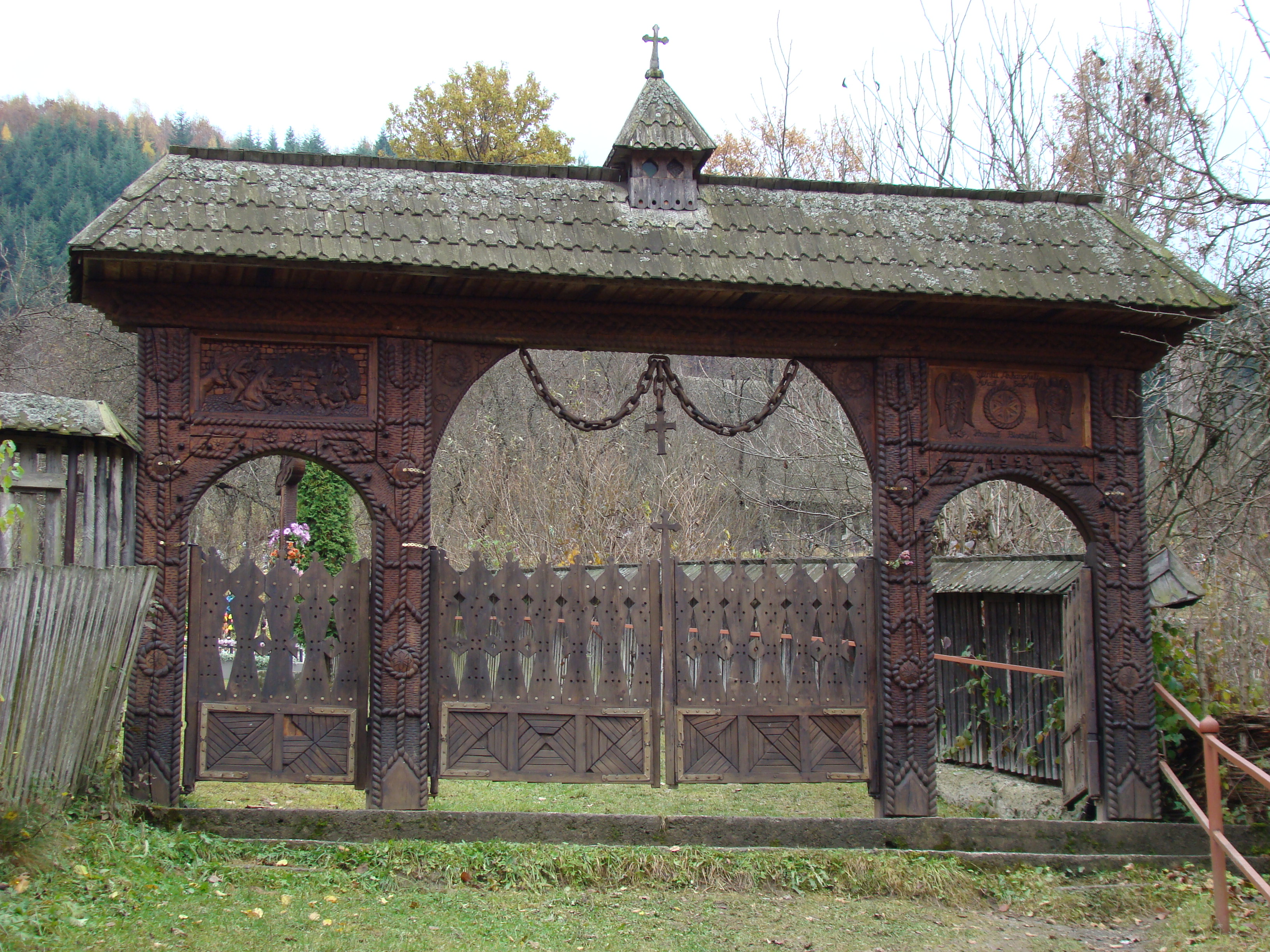